# 明石昌夫
明石 昌夫（あかし まさお、1957年〈昭和32年〉3月25日 - 2025年〈令和7年〉5月19日）は、日本の音楽プロデューサー、編曲家、ベーシスト、マニピュレーター。大阪府出身、兵庫県西宮市育ち。

## 経歴
音楽好きの一家に生まれ、4歳からヴァイオリンを習い始める。中学時代に1960年代から1970年代のブリティッシュ・ロックに強く魅了される。兵庫県立鳴尾高等学校、大阪大学基礎工学部電気工学科を卒業。

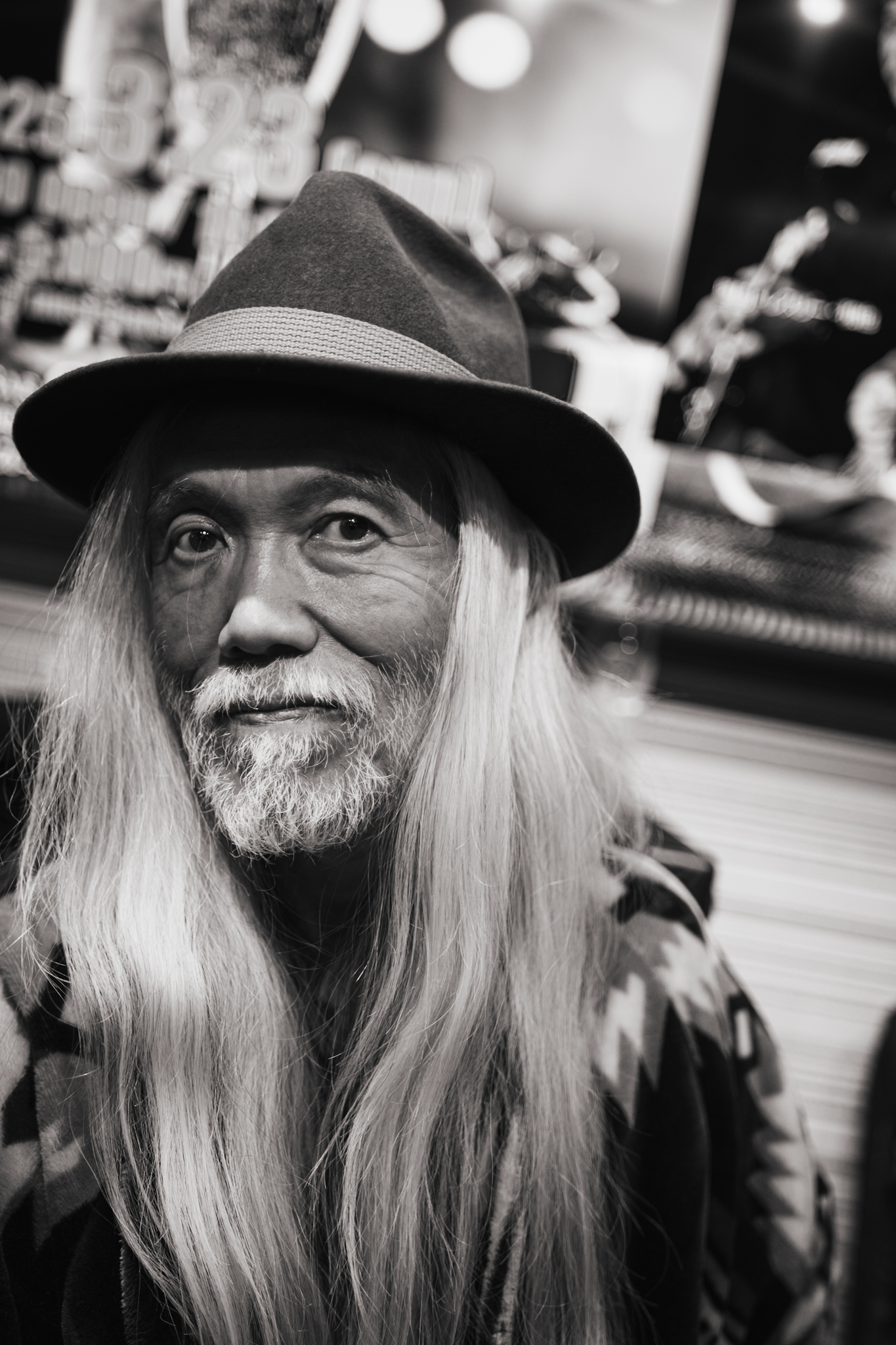
大阪にて（2025年）

1988年に制作したデモテープを評価したビーイングと契約。初編曲作品はB'zの「だからその手を離して」。その後、ビーイングアーティストを中心に多くのアーティストの編曲を担当した。1997年までB'zのサポートメンバーを務め、ベースとマニピュレーターを担当した。
2025年5月19日、心不全により死去。68歳没。訃報はミュージックユニバースにより公表された。

## AKASHI MASAO GROUP
自らの名前を冠としてバンドAKASHI MASAO GROUP（通称AMG）を結成。

### ディスコグラフィ
アルバム
- A.M.G. (1996年)
- All Shock Up (1996年)
- CHAINED (1997年)
- 0609140112〜CODA#1〜 (1997年)

## 楽曲提供

### 作曲・編曲
- 椎名へきる『裸のプリンセスマーメイド』
- 田村直美『WARRIOR〜迷子の大人〜』(作曲は田村直美との共作)
- MANISH『True Heart』『Best Friend』(どちらも作曲は西本麻里との共作)
- カラーボトル『青い花』(カラーボトルとの共作)
- ヶヶ崎しぼ美「ましゅまろきんぐだむ」

### 編曲
- ZARD
  - シングル『Good-bye My Loneliness』『不思議ね…』『もう探さない』『眠れない夜を抱いて』（池田大介との共同編曲）『IN MY ARMS TONIGHT』『君がいない』『揺れる想い』『もう少し あと少し…』『きっと忘れない』『この愛に泳ぎ疲れても』『Boy』『こんなにそばに居るのに』（アルバムでは池田大介との共同編曲）『翼を広げて』** カップリング『素直に言えなくて』『こんなに愛しても』『Dangerous Tonight』『Stray Love』『私だけ見つめて』『Just for you』（池田大介との共同編曲）『カナリヤ』『黄昏にMy Lonely Heart』『あなたのせいじゃない』『Take me to your dream』『Teenage dream』
  - アルバム『恋女の憂鬱』『It's a Boy』『ひとりが好き』『Forever』『Lonely Soldier Boy』『いつかは…』『誰かが待ってる』『あの微笑みを忘れないで』『遠い日のNostalgia』『So Together』『あなたを好きだけど』『Listen to me』『I want you』『二人の夏』『Oh my love』『Top Secret』『雨に濡れて』『I still remember』『If you gimme smile』『来年の夏も』『あなたに帰りたい』『今すぐ会いに来て』『ハイヒール脱ぎ捨てて』『Forever you』『もう逃げたりしないわ　想い出から』※『こんなにそばに居るのに (Album Version)』（池田大介との共同編曲）『瞳そらさないで』『LOVE 〜眠れずに君の横顔ずっと見ていた〜』『見つめていたいね』『愛であなたを救いましょう』
- B'z
  - 楽曲『だからその手を離して/ハートも濡れるナンバー 〜stay tonight〜』『君の中で踊りたい/Safety Love』『LADY-GO-ROUND/LOVE&CHAIN』『BE THERE/星降る夜に騒ごう』『太陽のKomachi Angel/Good-bye Holy Days』『Easy Come, Easy Go!/ GO! NUDE! GO!』『愛しい人よGood Night.../ GUITAR KIDS RHAPSODY CAMDEN LOCK STYLE』『LADY NAVIGATION/Pleasure'91 〜人生の快楽〜』『ALONE/GO-GO-GIRLS』『BLOWIN'/TIME』『ZERO/恋心KOI-GOKORO）』『愛のままにわがままに 僕は君だけを傷つけない/JOY』『裸足の女神/KARA・KARA』『Don't Leave Me/Mannequin Village』『MOTEL/hole in my heart』『東京』『敵がいなけりゃ』『UBU』
  - アルバム『B'z』全曲『OFF THE LOCK』全曲『BAD COMMUNICATION』全曲『BREAK THROUGH』全曲『WICKED BEAT』全曲『RISKY』全曲『MARS』全曲『IN THE LIFE』全曲『RUN』全曲『FRIENDS』全曲『The 7th Blues』全曲※（B'z は全て松本孝弘との共同編曲であり、それに加えて「UBU」では稲葉浩志、「東京」では池田大介も編曲している）

- 相川七瀬『BYE-BYE-BYE』
- 亜蘭知子『One and Only』
- アリス『ALICE 0001』（アルバム）
- 安西ひろこ『Necessary(J-POP Ver.)』『Andersen(J-POP Ver.)』
- アンダーグラフ『真面目過ぎる君へ』
- 宇徳敬子『どこまでもずっと』『メッセージ』
- Mi-Ke『あっぷる・らぶ』『スワンの涙』『エメラルドの伝説』『想い出の渚』『落葉の物語』『ブルーライト ヨコスカ』『ブルーライトヨコハマ』
- 大黒摩季『STOP MOTION』『STAY』
- 角田信朗『義風堂々!!』（パチンコ機CR花の慶次〜愛テーマソング）
- 華原朋美『as A person』『be honest』『Blue Sky』『True Mind』『Only Once Generation』
- キタキマユ『ドゥー・ユー・リメンバー・ミー』
- KIX-S『もう一度抱きしめて』『TOO LATE』『とびきりの LONELY TIME』
- 栗林誠一郎『LA JOLLA(ラ・ホーヤ)』※『Summer Illusion』※『君がいない』※
- 小松未歩『Dream'in Love』『おとぎ話』『錆びついたマシンガンで今を撃ち抜こう』『青い空に出逢えた』『この街で君と暮らしたい』『君がいない夏』（すべてアルバム『謎』に収録）
- 西城秀樹『Bad Angel』『PLANETS -30th Anniversary  12 songs-』
- SIAM SHADE『PASSION』『1/3の純情な感情』『グレイシャルLOVE』『Dreams』『NEVER END』※
- ZYYG,REV、ZARD&WANDS featuring 長嶋茂雄『果てしない夢を』
  - ZYYG,REV,ZARD&WANDS『雨に濡れて』（上記曲のカップリング）
- 椎名へきる
  - シングル『BESIDE YOU』『live to love ―もう少し早く逢えたなら―』『Dive into you』『大切なページ』『あなたも知らない恋の果てに』『No,No,No!』『Love Graduation』『星の涙を』『愛のカタチ』『Lovin' you』『－赤い華－ You're gonna change to the flower (Album Version)』
- shela『ever』
- 島谷ひとみ『解放区』『Eternity』『Boys don't cry』
- Janne Da Arc『RED ZONE』『seal』『Lunatic Gate』『FAKE』『EDEN〜君がいない〜』『Vanish』『Vanity』『ファントム』『Stranger』『ring』『WARNING』※
- 田中美奈子『ギリギリしてる/だからサヨナラ』
- T-BOLAN『JUST ILLUSION』『SO BAD』※『Only Lonely Crazy Heart』※『LOOZ（「真夜中のLove Song」を除く）』※
- TWINZER『I Will Wait For You』『STOP IN THE BURNIN' LOVE』※『HOT TIME』※
- TUBE『Remember Me』『Surfer Girl』※『Hey! Baby』※『Melody(君のために…)』（9th ALBUM「SUMMER CITY」）※『Let’s Jump』※
- TEARS『眩しいほど奇麗になったね』
- 20th Century『Running to the top』
- 中澤裕子『二人暮し』
- 中森明菜『とまどい』『Good-bye My Tears』
- NABE-SAN『5Minutes』
- Noria 『LOVE②くらっち』Live Houseとっぷぎあver.
- BAAD『君が好きだと叫びたい』『どんな時でもHold Me Tight』『DO YOU WANNA HOLD ME?』
- 晴晴゛『スーパーカー』『あの場所へ』『太陽に焦がれて』
- 平季唯『紅い月』『君がいた。』『おなじ空』
- 平野洋二 アルバム『鼻歌ライオン』
- V6『puzzle』『over』『自由であるために』
- FIELD OF VIEW「もう一度」『We'll be together』
- ザ・ベイビースターズ 『ベビスタ』
- MANISH『声にならないほどに愛しい』『君が欲しい全部欲しい』『だけど止められない』『もう誰の目も気にしない』『煌めく瞬間に捕われて/眩しいくらいに…』
- MARIA『ゆらり桜空…』（カップリング曲の「旅立ちの日に」も含む）『カナシミレンサ』
- 南野陽子『KISSしてロンリネス』『夏のおバカさん』『秘密』『8月の風』『あの日』『それぞれ』『カーニバル後』『楽園〜southern dream〜』『ひとり』『幸せ』『White Wall』(すべてアルバム『夏のおバカさん』に収録)
- 森下由実子『Tears』『SOMEBODY TO BELIEVE』
- WANDS『寂しさは秋の色』『時の扉』『愛を語るより口づけをかわそう』『世界中の誰よりきっと〜Album Version〜』
- 関ゆみ子『This Song's For You』『Hey!Wonderland』

※共同編曲

## レコーディング参加
- B'z 『LOOSE』、『ELEVEN』
- ZARD『TODAY IS ANOTHER DAY』
- 田村直美『Rockfiled willow』
- TWINZER『Rock Man』
- 日詰昭一郎『TAKE A CHANCE』
- ROCK’N ROLL STANDARD CLUB BAND『ROCK’N ROLL STANDARD CLUB』
- WANDS『Same Side』

## 著書
- 音楽を作る売るという仕事―そこが知りたかった!ギョーカイの掟83（2003年3月19日、リットーミュージック） ISBN 4-8456-0913-4